# Паттерсон, Патрик
Патрик Дэвелл Паттерсон (англ. Patrick Davell Patterson; родился 14 марта 1989 года, Вашингтон, округ Колумбия) — американский бывший профессиональный баскетболист. Играл в амплуа тяжёлого форварда и центрового. Был выбран в первом раунде под 14-м номером драфта НБА 2010 года клубом «Хьюстон Рокетс».

## Студенческая карьера
Патрик Паттерсон учился в университете Хантингтон (штат Западная Виргиния) и выступал за команду Кентукки.
В сезоне 2007/2008 или сезоне новичков он сыграл 25 матчей. В них Патрик Паттерсон проводил в среднем на площадке 35,7 минуты, набирал в среднем 16,4 очков, делал в среднем 7,7 подборов, а также в среднем 0,8 перехватов и 1,2 блок-шота, допускал в среднем 2,1 потери, отдавал в среднем 1,7 передачи, получал в среднем 2,8 персональных замечания.
В сезоне 2008/2009 или сезоне второкурсников он сыграл 34 матчей. В них Патрик Паттерсон проводил в среднем на площадке 33,7 минуты, набирал в среднем 17,9 очков, делал в среднем 9,3 подборов, а также в среднем 0,6 перехватов и 2,1 блок-шота, допускал в среднем 1,9 потери, отдавал в среднем 1,9 передачи, получал в среднем 2,2 персональных замечания.
В сезоне 2009/2010 он сыграл 38 матчей. В них Патрик Паттерсон проводил в среднем на площадке 33 минуты, набирал в среднем 14,3 очков, делал в среднем 7,4 подборов, а также в среднем 0,7 перехватов и 1,3 блок-шота, допускал в среднем 1,1 потери, отдавал в среднем 0,9 передачу, получал в среднем 1,6 персональных замечания. В указанном сезоне Патрик Паттерсон стал бросать трёхочковые броски и реализовал 24 из 69 попыток. В феврале 2013 года перешёл из «Хьюстона» в «Сакраменто». Выступает под девятым номером.

## Карьера в НБА
Патрик Паттерсон был выбран под четырнадцатым номером на драфте НБА 2010 года «Хьюстон Рокетс». 10 ноября 2010 года стало известно, что он будет играть Д-Лиге в «Рио-Гранде Вэллей Вайперс».
Паттерсон дебютировал в НБА 15 декабря 2010 года.
После травмы Луиса Сколы Паттерсон провел свой первый матч в НБА в качестве стартового игрока «Рокетс» 14 марта 2011 года, набрав 2 очка и собрав 5 подборов.
После того, как «Рокетс» амнистировали контракт Сколы, Паттерсон стал стартовым тяжелым форвардом в сезоне 2012-13.

### Сакраменто Кингз (2013)
20 февраля 2013 года Паттерсон был обменян в «Сакраменто Кингз» вместе с Тони Дугласом и Коулом Олдричем на Томаса Робинсона, Франсиско Гарсию и Тайлера Ханикатта.

### Торонто Рэпторс (2013—2017)
9 декабря 2013 года «Кингз» обменяли Паттерсона, Грейвиса Васкеса, Джона Сэлмонса и Чака Хейза в «Торонто Рэпторс» на Руди Гэя, Квинси Эйси и Аарона Грэя.
12 июля 2014 года Паттерсон продлил контракт с «Рэпторс» на три года и 18 миллионов долларов.

### Оклахома-Сити Тандер (2017—2019)
10 июля 2017 года Паттерсон подписал контракт с «Оклахома-Сити Тандер». 10 августа 2017 года он успешно перенес артроскопическую операцию на левом колене. 1 августа 2019 года Паттерсон и «Тандер» договорились о выкупе контракта, что позволило ему стать неограниченно свободным агентом.

### Лос-Анджелес Клипперс (2019—2021)
16 августа 2019 года Паттерсон подписал контракт с «Лос-Анджелес Клипперс».

### Портленд Трэйл Блэйзерс (2021)
23 сентября 2021 года Паттерсон подписал контракт с «Портленд Трэйл Блэйзерс». Однако 16 октября он был отчислен после двух предсезонных игр.

## Достижения
Патрик Паттерсон был включен во вторую команду новичков студенческого баскетбола по итогам сезона 2007/2008.

## Статистика

### Статистика в НБА
| Сезон                                                                                    | Команда       | Регулярный сезон | Регулярный сезон | Регулярный сезон | Регулярный сезон | Регулярный сезон | Регулярный сезон | Регулярный сезон | Регулярный сезон | Регулярный сезон | Регулярный сезон | Регулярный сезон | Серия плей-офф | Серия плей-офф | Серия плей-офф | Серия плей-офф | Серия плей-офф | Серия плей-офф | Серия плей-офф | Серия плей-офф | Серия плей-офф | Серия плей-офф | Серия плей-офф |
| Сезон                                                                                    | Команда       | GP               | GS               | MPG              | FG%              | 3P%              | FT%              | RPG              | APG              | SPG              | BPG              | PPG              | GP             | GS             | MPG            | FG%            | 3P%            | FT%            | RPG            | APG            | SPG            | BPG            | PPG            |
| ---------------------------------------------------------------------------------------- | ------------- | ---------------- | ---------------- | ---------------- | ---------------- | ---------------- | ---------------- | ---------------- | ---------------- | ---------------- | ---------------- | ---------------- | -------------- | -------------- | -------------- | -------------- | -------------- | -------------- | -------------- | -------------- | -------------- | -------------- | -------------- |
| 2010/11                                                                                  | Хьюстон       | 52               | 6                | 16,7             | 55,8             | 0,0              | 71,4             | 3,8              | 0,8              | 0,3              | 0,7              | 6,3              | Не участвовал  | Не участвовал  | Не участвовал  | Не участвовал  | Не участвовал  | Не участвовал  | Не участвовал  | Не участвовал  | Не участвовал  | Не участвовал  | Не участвовал  |
| 2011/12                                                                                  | Хьюстон       | 64               | 1                | 23,2             | 44,0             | 0,0              | 70,2             | 4,5              | 0,8              | 0,4              | 0,6              | 7,7              | Не участвовал  | Не участвовал  | Не участвовал  | Не участвовал  | Не участвовал  | Не участвовал  | Не участвовал  | Не участвовал  | Не участвовал  | Не участвовал  | Не участвовал  |
| 2012/13                                                                                  | Хьюстон       | 47               | 38               | 25,9             | 51,9             | 36,5             | 75,5             | 4,7              | 1,1              | 0,4              | 0,6              | 11,6             | Не участвовал  | Не участвовал  | Не участвовал  | Не участвовал  | Не участвовал  | Не участвовал  | Не участвовал  | Не участвовал  | Не участвовал  | Не участвовал  | Не участвовал  |
| 2012/13                                                                                  | Сакраменто    | 24               | 3                | 23,2             | 49,4             | 44,4             | 78,6             | 4,8              | 1,3              | 0,5              | 0,5              | 8,0              | Не участвовал  | Не участвовал  | Не участвовал  | Не участвовал  | Не участвовал  | Не участвовал  | Не участвовал  | Не участвовал  | Не участвовал  | Не участвовал  | Не участвовал  |
| 2013/14                                                                                  | Сакраменто    | 17               | 6                | 24,4             | 41,0             | 23,1             | 56,3             | 5,8              | 0,9              | 0,8              | 0,2              | 6,9              | Не участвовал  | Не участвовал  | Не участвовал  | Не участвовал  | Не участвовал  | Не участвовал  | Не участвовал  | Не участвовал  | Не участвовал  | Не участвовал  | Не участвовал  |
| 2013/14                                                                                  | Торонто       | 48               | 7                | 23,3             | 47,7             | 41,1             | 74,5             | 5,1              | 1,3              | 0,9              | 0,7              | 9,1              | 7              | 0              | 28,5           | 54,2           | 38,9           | 77,8           | 6,7            | 1,3            | 0,4            | 0,4            | 10,4           |
| 2014/15                                                                                  | Торонто       | 81               | 4                | 26,6             | 44,9             | 37,1             | 78,8             | 5,3              | 1,9              | 0,7              | 0,5              | 8,0              | 4              | 0              | 26,5           | 55,6           | 46,7           | 100,0          | 3,5            | 1,3            | 0,8            | 0,0            | 10,3           |
| 2015/16                                                                                  | Торонто       | 79               | 0                | 25,6             | 41,4             | 36,2             | 85,3             | 4,3              | 1,2              | 0,7              | 0,4              | 6,9              | 20             | 9              | 29,2           | 40,4           | 30,0           | 84,6           | 3,9            | 1,2            | 0,4            | 0,5            | 7,7            |
| 2016/17                                                                                  | Торонто       | 65               | 8                | 24,6             | 40,1             | 37,2             | 71,7             | 4,5              | 1,2              | 0,6              | 0,4              | 6,8              | 10             | 1              | 18,5           | 27,8           | 30,8           | 100,0          | 2,0            | 2,0            | 0,7            | 0,2            | 3,4            |
| 2017/18                                                                                  | Оклахома-Сити | 82               | 3                | 15,5             | 39,8             | 38,6             | 87,0             | 2,4              | 0,7              | 0,6              | 0,3              | 3,9              | 6              | 0              | 9,6            | 50,0           | 50,0           | -              | 1,8            | 0,5            | 0,2            | 0,0            | 1,3            |
| 2018/19                                                                                  | Оклахома-Сити | 63               | 5                | 13,7             | 37,4             | 33,6             | 63,3             | 2,3              | 0,5              | 0,3              | 0,2              | 3,6              | Не участвовал  | Не участвовал  | Не участвовал  | Не участвовал  | Не участвовал  | Не участвовал  | Не участвовал  | Не участвовал  | Не участвовал  | Не участвовал  | Не участвовал  |
| 2019/20                                                                                  | Клипперс      | 59               | 18               | 13,2             | 40,8             | 39,0             | 81,4             | 2,6              | 0,7              | 0,1              | 0,1              | 4,9              | 2              | 0              | 4,9            | 100,0          | 100,0          | -              | 0,5            | 2,0            | 0,0            | 0,0            | 4,5            |
| 2020/21                                                                                  | Клипперс      | 38               | 5                | 15,3             | 43,6             | 35,7             | 76,5             | 2,0              | 0,8              | 0,4              | 0,2              | 5,2              | Не участвовал  | Не участвовал  | Не участвовал  | Не участвовал  | Не участвовал  | Не участвовал  | Не участвовал  | Не участвовал  | Не участвовал  | Не участвовал  | Не участвовал  |
|                                                                                          | Всего         | 719              | 104              | 20,8             | 44,7             | 36,9             | 75,5             | 3,9              | 1,0              | 0,5              | 0,4              | 6,7              | 49             | 10             | 23,3           | 43,8           | 35,3           | 85,2           | 3,5            | 1,3            | 0,4            | 0,3            | 6,5            |
| Наведите курсор мыши на аббревиатуры в заголовке таблицы, чтобы прочесть их расшифровку. |               |                  |                  |                  |                  |                  |                  |                  |                  |                  |                  |                  |                |                |                |                |                |                |                |                |                |                |                |

### Статистика в Джи-Лиге
| Сезон                                                                                    | Команда                   | Регулярный сезон | Регулярный сезон | Регулярный сезон | Регулярный сезон | Регулярный сезон | Регулярный сезон | Регулярный сезон | Регулярный сезон | Регулярный сезон | Регулярный сезон | Регулярный сезон | Серия плей-офф | Серия плей-офф | Серия плей-офф | Серия плей-офф | Серия плей-офф | Серия плей-офф | Серия плей-офф | Серия плей-офф | Серия плей-офф | Серия плей-офф | Серия плей-офф |
| Сезон                                                                                    | Команда                   | GP               | GS               | MPG              | FG%              | 3P%              | FT%              | RPG              | APG              | SPG              | BPG              | PPG              | GP             | GS             | MPG            | FG%            | 3P%            | FT%            | RPG            | APG            | SPG            | BPG            | PPG            |
| ---------------------------------------------------------------------------------------- | ------------------------- | ---------------- | ---------------- | ---------------- | ---------------- | ---------------- | ---------------- | ---------------- | ---------------- | ---------------- | ---------------- | ---------------- | -------------- | -------------- | -------------- | -------------- | -------------- | -------------- | -------------- | -------------- | -------------- | -------------- | -------------- |
| 2010/11                                                                                  | Рио-Гранде Вэллей Вайперс | 9                | 9                | 35,0             | 55,5             | 14,3             | 75,0             | 10,3             | 1,1              | 1,6              | 1,6              | 18,3             | Не участвовал  | Не участвовал  | Не участвовал  | Не участвовал  | Не участвовал  | Не участвовал  | Не участвовал  | Не участвовал  | Не участвовал  | Не участвовал  | Не участвовал  |
|                                                                                          | Всего                     | 9                | 9                | 35,0             | 55,5             | 14,3             | 75,0             | 10,3             | 1,1              | 1,6              | 1,6              | 18,3             | Не участвовал  | Не участвовал  | Не участвовал  | Не участвовал  | Не участвовал  | Не участвовал  | Не участвовал  | Не участвовал  | Не участвовал  | Не участвовал  | Не участвовал  |
| Наведите курсор мыши на аббревиатуры в заголовке таблицы, чтобы прочесть их расшифровку. |                           |                  |                  |                  |                  |                  |                  |                  |                  |                  |                  |                  |                |                |                |                |                |                |                |                |                |                |                |

### Статистика в NCAA
| Сезон | Команда  | Conf  | Class | GP | GS | MPG  | FG%  | 3P%  | FT%  | RPG | APG | SPG | BPG | PPG  |
| --- | -------- | ----- | ----- | -- | -- | ---- | ---- | ---- | ---- | --- | --- | --- | --- | ---- |
| 2007/08 | Кентукки | SEC   | FR    | 25 | 25 | 35,7 | 57,4 | 0,0  | 73,1 | 7,7 | 1,7 | 0,8 | 1,2 | 16,4 |
| 2008/09 | Кентукки | SEC   | SO    | 34 | 34 | 33,7 | 60,3 | 0,0  | 76,8 | 9,3 | 2,0 | 0,6 | 2,1 | 17,9 |
| 2009/10 | Кентукки | SEC   | JR    | 38 | 38 | 33,0 | 57,5 | 34,8 | 69,2 | 7,4 | 0,9 | 0,7 | 1,3 | 14,3 |
| Всего | Всего    | Всего | Всего | 97 | 97 | 34,0 | 58,5 | 32,9 | 73,4 | 8,2 | 1,5 | 0,7 | 1,6 | 16,1 |
| Наведите курсор мыши на аббревиатуры в заголовке таблицы, чтобы прочесть их расшифровку Статистика приведена с сайта sports-reference.com |          |       |       |    |    |      |      |      |      |     |     |     |     |      |